# Matinha
Matinha – miasto i gmina w Brazylii leżące w stanie Maranhão. Gmina zajmuje powierzchnię 408,727 km². Według danych szacunkowych w 2016 roku miasto liczyło 22 962 mieszkańców. Położone jest około 100 km na południowy zachód od stolicy stanu, miasta São Luís, oraz około 1700 km na północ od Brasílii, stolicy kraju. 
W 2014 roku wśród mieszkańców gminy PKB per capita wynosił 5407,60 reais brazylijskich.